# Escut de Montferrer i Castellbò
L'escut oficial de Montferrer i Castellbò té el següent blasonament:
Escut caironat: d'or, un mont de sinople movent de la punta sobremuntat d'una ferradura de sable clavetejada d'argent. Per timbre, una corona mural de poble.
Va ser aprovat el 29 de gener de 1993. Armes parlants: tant el mont com la ferradura fan referència al topònim Montferrer.